# Villarreal de Huerva
Villarreal de Huerva è un comune spagnolo di 178 abitanti situato nella comunità autonoma dell'Aragona.